# Abu Dhabi Mar
Abu Dhabi MAR (ADM) ist eine Holding-Gesellschaft mit Sitz in Abu Dhabi und eine international tätige Schiffbaugruppe. Sie zählt zu den führenden Schiffbauern am Persischen Golf.
Die Gruppe beschäftigt 2.000 Mitarbeiter und ist insbesondere mit dem Bau von Fregatten, Megayachten und der Reparatur von Schiffen beschäftigt. Bisher können Schiffe mit einer Gesamtlänge von bis zu 200 Metern auf Kiel gelegt werden.
Die Anteile der 2007 gegründeten Holding werden gemeinsam von der Al Ain International Group (70 Prozent; Eigentümer: Dhafir Sahmi Al Ahbabi) und Privinvest (30 Prozent; Eigentümer: Familie Safa) gehalten. Ahmed Darwish Al Marar ist Chairman der Abu Dhabi MAR und der Frankolibanese Iskandar Safa ist der Geschäftsführer und Motor des Unternehmens. Der Auftragsbestand des Unternehmens beläuft sich auf mehr als 1 Milliarde Euro.

## Kauf von ThyssenKrupp-Werften
Im Oktober 2009 wurde bekannt, dass Abu Dhai MAR 80 Prozent der Anteile der deutschen Werften Blohm + Voss Shipyards und Blohm + Voss Repair GmbH und 50 Prozent des Marinebereichs der Blohm + Voss von ThyssenKrupp Marine Systems (TKMS) erwerben wollte. Der Marinebereich sollte als Gemeinschaftsunternehmen betrieben werden und „Blohm + Voss Naval“ heißen, wobei ThyssenKrupp die Führung bei Aufträgen aus dem Bereich der NATO behalten sollte und Abu Dhabi MAR für den Nahen Osten und Afrika.
Am 24. März 2010 stimmte der Aufsichtsrat von ThyssenKrupp Marine Systems dem Teilverkauf zu.
Im April 2010 kaufte Abu Dhabi MAR die deutsche Traditionswerft Blohm + Voss von ThyssenKrupp Marine Systems (TKMS); der Verkaufsvertrag beinhaltet den Erwerb von Blohm + Voss Shipyards sowie der Fertigungseinrichtungen für den zivilen Schiffbau der ehemaligen HDW Gaarden inklusive der Mitarbeiter in Kiel. Zudem übernimmt Abu Dhabi MAR jeweils 80 Prozent an den Hamburger Gesellschaften Blohm + Voss Repair und Blohm + Voss Industries. Die beiden Unternehmen einigten sich außerdem auf eine Partnerschaft, die die Gründung eines 50:50 Joint Ventures für den Bereich Design und Projekt-Management im Überwasser-Marineschiffbau beinhaltet. Im September 2010 einigten sich TKMS und Abu Dhabi MAR außerdem über den Verkauf von 75,1 % der griechischen Tochter Hellenic Shipyards.
In einer Pressemitteilung vom 1. Juli 2011 gab ThyssenKrupp bekannt, dass der Verkauf von Blohm + Voss doch nicht zustande kommt. Einzig der zivile Teil von HDW wird an Abu Dhabi MAR veräußert.
Nach Angaben aus informierten Kreisen soll der Abu Dhabi Fonds Mubadala bei Abu Dhabi MAR einsteigen. Die Werftengruppe kommt damit unter die Kontrolle eines der größten Staatsfonds der Welt. Es kommt dadurch zu einer wirtschaftlichen Verflechtung der bislang verbrüderten Staatsfonds.

## Marken der Gruppe
- ADMShipyards (Abu Dhabi/VAE)
- Constructions Mécaniques de Normandie (CMN) (Cherbourg/Frankreich)
- German Naval Yards Holdings

## Beteiligungen
- Howaldtswerke-Deutsche Werft (HDW), ziviler Teil
- Hellenic Shipyards (HSY), 75 %